# Де Лима, Карлос Роберто
Карлос Роберто де Лима (порт.-браз. Carlos Roberto de Lima; 28 января 1980, Лондрина, Штат Парана, Бразилия, известный как Карлос Роберто) — бразильский футболист.

## Карьера
В начале карьеры выступал за «Лондрину». В 2003 году перебрался в российский клуб «Ростов», за который в Высшем дивизионе дебютировал 27 сентября того же года в домашнем матче 1-го тура против ЦСКА, выйдя на 54-й минуте встрече на замену Юрию Максимову. По окончании сезона покинул клуб и вернулся в «Лондрину». Дальнейшая судьба футболиста неизвестна.